# 1696 în literatură
- 1695 în literatură — 1696 în literatură — 1697 în literatură

Anul 1696 în literatură a implicat o serie de evenimente semnificative. 

## Cărți noi
- John Aubrey - Miscellanies
- Philip Ayres - The Revengeful Mistress
- Aphra Behn - The Histories and Novels of the Late Ingenious Mrs. Behn (publicată postum)
- Charles Leslie - The Snake in the Grass
- Mary Pix - The Inhumane Cardinal (roman)
- John Suckling - The Works of Sir John Suckling
- John Tillotson - The Works of John Tillotson

## Decese
Format:1696